# Championnat d'Écosse de football 2006-2007
Navigation
Édition précédente Édition suivante
La 110e édition du championnat d'Écosse de football est remportée par le Celtic Football Club. C’est son 43e titre de champion, le deuxième consécutif. Le Celtic l’emporte avec 12 points d’avance sur le Rangers FC. Le Aberdeen FC complète le podium. 
Le système de promotion/relégation reste en place : descente et montée automatique pour le dernier de première division et le premier de deuxième division : Dunfermline Athletic descend  en deuxième division. Il est remplacé pour la saison 2007-2008 par Gretna FC.
Avec 20 buts marqués en 38 matchs, Kris Boyd du Rangers Football Club remporte pour la deuxième fois le titre de meilleur buteur du championnat.

## Les clubs de l'édition 2006-2007
| \| Aberdeen FC Glasgow · Celtic - Rangers Dundee United Édimbourg' · Hibernian - Hearts Motherwell FC Kilmarnock FC Dunfermline Athletic Inverness CT Falkirk FC Saint Mirren \| Localisation des clubs engagés dans le championnat. |
| Aberdeen FC Glasgow · Celtic - Rangers Dundee United Édimbourg' · Hibernian - Hearts Motherwell FC Kilmarnock FC Dunfermline Athletic Inverness CT Falkirk FC Saint Mirren                                                           |

| Club                                       | Ville       |
| ------------------------------------------ | ----------- |
| Aberdeen Football Club                     | Aberdeen    |
| Celtic Football Club                       | Glasgow     |
| Dundee United Football Club                | Dundee      |
| Dunfermline Athletic Football Club         | Dunfermline |
| Falkirk Football Club                      | Falkirk     |
| Heart of Midlothian Football Club          | Édimbourg   |
| Hibernian Football Club                    | Leith       |
| Inverness Caledonian Thistle Football Club | Inverness   |
| Kilmarnock Football Club                   | Kilmarnock  |
| Motherwell Football Club                   | Motherwell  |
| Rangers Football Club                      | Glasgow     |
| Saint Mirren Football Club                 | Paisley     |

## Compétition

### Les moments forts de la saison
29 juillet : Ouverture de la saison de Premier League, avec le match Celtic FC-Kilmarnock FC 4-1 au Celtic Park.
30 juillet : Pour son premier match dans le championnat d'Écosse, les Rangers FC de Paul Le Guen s'imposent difficilement 2 buts à 1 sur la pelouse de Fir Park de Motherwell FC, grâce à Libor Sionko & Dado Prso.
5 août : Les Rangers commencent par un match nul chanceux 2-2 à Ibrox Park devant Dundee United, à la suite d'un but contre leur camp des visiteurs qui offre l'égalisation alors que Dundee Utd menait 2-0. 
6 août : Le Celtic FC concède sa première défaite de la saison dès la 2e journée 2-1 sur la pelouse des vice-champions 2005-06, Heart of Midlothian FC, à la suite d'une relance ratée de Neil Lennon entré en fin de match. Le Celtic avait égalisé sur une magnifique combinaison à trois (Aiden McGeady, Kenny Miller & Stiliyan Petrov) conclue par Stilian Petrov.
12 août : Heart of Midlothian FC, qui a de grandes ambitions pour la saison 2006/07, concède un match nul 0-0 devant la surprenante équipe de Falkirk FC.
13 août : Les Rangers concèdent un deuxième match nul dans le Fife sur la pelouse de Dunfermline Athletic FC, à la suite d'une première boulette de Lionel Letizi, le gardien de but français recruté par Paul Le Guen.
20 août : Le Celtic FC concède le match nul 1-1 en fin de match sur la pelouse d'Inverness Caledonian Thistle FC.
27 août : Les Rangers perdent la tête du championnat à la suite d'un match nul 2-2 concédé en fin de match sur pénalty, sur la pelouse de Rugby Park du Kilmarnock FC.
17 septembre : Les Rangers concèdent leur première défaite 2-1 à Édimbourg, sur la pelouse d'Easter Road du Hibernian FC. À l'issue du match, Paul Le Guen est très remonté par la prestation de ses joueurs.
23 septembre : Le Celtic FC s'impose 2 buts à 0 au Celtic Park, dans le premier Old Firm de la saison. Des buts signés Thomas Gravesen et Kenny Miller son 1er but de la saison après 2 mois de compétition contre un de ses anciens clubs.
14 octobre : Inverness Caley Thistle s'impose sur la pelouse des Rangers 1-0, à la suite d'une nouvelle boulette du gardien Lionel Letizi. Paul Le Guen déclare que son équipe aurait pu jouer 5 heures sans marquer.
15 octobre : Hibernian FC concède le match nul 2-2 dans le derby de la capitale devant son ennemi juré, les Hearts.
21 octobre : Hearts est battu 2-0 à domicile dans leur stade de Tynecastle par Kilmarnock FC.
22 octobre : Les Rangers s'imposent difficilement à Paisley contre St Mirren FC 3-2 grâce à un but du revenant Nacho Novo, sorti de la cave quelques jours plus tôt en coupe d'Europe par Paul Le Guen.
28 octobre : Les Rangers concèdent un nouveau match nul 1-1 sur leur pelouse face à Motherwell FC. La pression augmente un peu plus sur Paul Le Guen. Hearts concède le match nul 1-1 à domicile, alors que le propriétaire du club Vladimir Romanov avait menacé de vendre les joueurs à Kilmarnock s'ils ne gagnaient pas.
5 novembre : Les Rangers de Paul Le Guen s'inclinent pour la 4e fois de la saison 2-1 sur la pelouse de Dundee United, dernier du championnat qui venait juste de changer d'entraîneur avec l'arrivée de Craig Levein, ancien entraîneur à succès des Hearts de 2000 à 2004. Les Rangers menaient pourtant 1-0, mais ils concèdent deux buts en fin de match. Dundee Utd abandonne la dernière place à Dunfermline Athletic FC
18 novembre : Le Celtic FC enchaine une 11e victoire consécutive contre Inverness Caledonian Thistle FC 3-0 à Celtic Park. Ce sera le record de la saison.
19 novembre : Les Rangers s'imposent 1-0 sur la pelouse des Hearts, grâce à un tir dévié de l'Espagnol Nacho Novo.
26 novembre : Hibernian FC met fin à la série de 11 victoires consécutives du Celtic FC, mais le Celtic arrache quand même le point du match nul (2-2) en fin de match après avoir remonté 2 buts grâce à Evander Sno & Aiden McGeady, entrés en deuxième mi-temps.
17 décembre : Les Rangers et le Celtic se neutralisent dans le 2e Old firm à Ibrox Park. Dans les jours qui suivent le match, l'arbitre reconnaît avoir oublié un pénalty en faveur du Celtic FC en première période. Thomas Gravesen ouvre le score, et marque son 2e but dans un Old Firm pour son 2e derby de Glasgow avant que Brahim Hemdani, l'ancien Marseillais, n'égalise en fin de match.
27 décembre : Les Rangers s'inclinent à Inverness 2-1 dans les Highlands, un soir de Boxing Day, en fin de match une nouvelle fois; c'est leur 6e défaite de la saison.
30 décembre : Le Celtic FC concède un match nul à la dernière minute 1-1 à Motherwell FC. Le même jour, St Mirren FC, mal classé, fait match nul 1-1 sur la pelouse des Rangers FC. La situation de Paul Le Guen est de plus en plus critique.
2 janvier : Les Rangers s'imposent 1-0 à Motherwell, malgré l'absence du capitaine Barry Ferguson, écarté définitivement pour mauvaise influence sur le vestiaire par Paul Le Guen, qui abat sa dernière carte et effectue son dernier match en tant qu'entraîneur du club protestant de Glasgow. Gavin Rae, peu utilisé par Paul Le Guen, est promu capitaine.
4 janvier : Paul Le Guen et son staff quittent les Rangers par consentement mutuel avec la direction du club.
10 janvier : Walter Smith quitte la sélection écossaise pour être officiellement nommé nouvel entraîneur des Rangers. Il avait déjà occupé ce poste au club de 1990 à 1998, remportant 7 championnats d'affilée de 1991 à 1997.
26 février : Valdas Ivanauskas quitte son poste d'entraîneur des Hearts pour prendre du recul, il avait déjà pris un congé maladie au cours de la saison en novembre pour se ressourcer en Lituanie.
11 mars : Les Rangers s'imposent 1-0 à Celtic Park dans le 3e Old Firm de la saison, grâce à une reprise acrobatique du vétéran anglais Ugo Ehiogu sur corner. Il avait été recruté en janvier par le nouveau manager des Rangers FC Walter Smith.
18 mars : Le Celtic FC concède une deuxième défaite d'affilée 1-0 sur la pelouse de Falkirk FC. Le Celtic se permet même au passage de manquer un pénalty par Craig Beattie. Plusieurs pénaltys sont non sifflés selon les dires de l'entraîneur du Celtic FC.
22 avril : Le Celtic FC s'impose à Kilmarnock 2-1, grâce à un coup franc du Japonais Shunsuke Nakamura dans les dernières secondes de jeu;  le club est sacré officiellement champion de la Scottish Premier League 2006-07. Le Japonais est également élu joueur de la saison par l'association des joueurs de la Scottish Premier League, Gordon Strachan est élu meilleur entraîneur pour la deuxième saison consécutive, Shunsuke Nakamura réalisera le grand chelem puisqu'il recevra également le titre de la part de l'association des journalistes écossais et le titre de meilleur joueur de l'année du Celtic décerné par le club et par les fans.
29 avril : Le Celtic FC concède sa deuxième défaite à domicile de la saison (3-1) devant Heart of Midlothian FC, malgré un but de l'ancien capitaine des Hearts Steven Pressley.
30 avril : Dunfermline Athletic FC s'impose à Paisley 1-0 sur la pelouse de St Mirren FC; au coup d'envoi, 4 pts séparaient les deux équipes. Au passage, St Mirren FC enregistre son affluence record de la saison à domicile, 10 251 spectateurs, mieux que contre les deux clubs de Glasgow. Avec 1 pt de retard et 4 matches à jouer, les Pars peuvent y croire plus que jamais.
5 mai : Les Rangers s'imposent 2 buts à 0 à Ibrox Park dans un match pour l'honneur dans le 4e et dernier Old Firm de la saison.
7 mai : Dunfermline Athletic FC enchaine sa 3e victoire consécutive devant Motherwell FC (10e), et reste à 1 pt de St Mirren FC 11e. Le maintien se joue désormais à 3 : Dunfermline Athletic FC, St Mirren FC & Motherwell FC, à qui il manque toujours 2 pts pour se sauver.
12 mai : Dunfermline Athletic FC est officiellement relégué en division one, la D2 écossaise, à la suite d'une erreur de son gardien et une défaite 2-1 à Inverness. Dans le même temps, St Mirren FC (11e) s'impose à Motherwell 3-2, après avoir été mené 2-0, grâce à un doublé de son meilleur buteur qui était remplaçant John Sutton. Motherwell FC (10e) et St Mirren FC (11e) assurent définitivement leur maintien.
20 mai : Lors de la dernière journée, le Celtic FC concède sa 6e défaite de la saison à Édimbourg contre Hibernian FC, 2-1 dans les arrêts de jeux. Les Rangers leur 8e à Aberdeen FC (2-0), qui assure par la même occasion sa qualification en coupe UEFA; Hearts est également battu à Kilmarnock FC (1-0), reste 4e, et donc ne se qualifie pas pour la coupe UEFA.

### Classement
Le classement est établi sur le barème de points classique (victoire à 3 points, match nul à 1, défaite à 0).
| Rang | Équipe               | Pts | J  | G  | N  | P  | Bp | Bc | Diff |
| ---- | -------------------- | --- | -- | -- | -- | -- | -- | -- | ---- |
| 1    | Celtic FCT+C         | 84  | 38 | 26 | 6  | 6  | 65 | 34 | +31  |
| 2    | Rangers FC           | 72  | 38 | 21 | 9  | 8  | 61 | 32 | +29  |
| 3    | Aberdeen FC          | 65  | 38 | 19 | 8  | 11 | 56 | 37 | +19  |
| 4    | Heart of Midlothian  | 61  | 38 | 17 | 10 | 11 | 47 | 35 | +12  |
| 5    | Kilmarnock FC        | 55  | 38 | 16 | 7  | 15 | 47 | 54 | -7   |
| 6    | Hibernian FC         | 49  | 38 | 13 | 10 | 15 | 56 | 46 | +10  |
| 7    | Falkirk FC           | 50  | 38 | 15 | 5  | 18 | 49 | 47 | +2   |
| 8    | Inverness CT         | 46  | 38 | 11 | 13 | 14 | 42 | 48 | -6   |
| 9    | Dundee United        | 42  | 38 | 10 | 12 | 16 | 40 | 59 | -19  |
| 10   | Motherwell FC        | 38  | 38 | 10 | 8  | 20 | 44 | 57 | -13  |
| 11   | Saint Mirren P       | 36  | 38 | 8  | 12 | 18 | 31 | 51 | -20  |
| 12   | Dunfermline Athletic | 32  | 38 | 8  | 8  | 22 | 26 | 55 | -29  |

| Légende : Qualifications et relégations | Légende : Qualifications et relégations                                        |
| --------------------------------------- | ------------------------------------------------------------------------------ |
|                                         | Ligue des champions 2007-2008                                                  |
|                                         | Ligue des champions 2007-2008, deuxième tour qualificatif                      |
|                                         | Coupe UEFA 2007-2008                                                           |
|                                         | Coupe Intertoto 2007                                                           |
|                                         | Relégation en deuxième division                                                |
|                                         | T : Tenant du titre C : Vainqueurs de la Coupe d'Écosse de football P : Promus |

### Les matchs
Pendant les 22 premiers matchs chaque équipe rencontre toutes les autres une fois à domicile, une fois à l’extérieur. 
Pendant les matchs de 22 à 33, chaque équipe joue une fois contre toutes les autres équipes soit à la maison soit à l’extérieur (les matchs sont tirés au sort).  Cela signifie qu'entre la première et la trente-troisième journée, chaque équipe aura joué 3 fois contre les autres équipe (soit 1 fois à la maison et deux fois à l’extérieur, soit 2 fois à la maison et 1 fois à l’extérieur).
Lors des matchs 34 à 38, le championnat est coupé en deux parties de 6 équipes. Les six premières se rencontrent entre elles une fois, soit à domicile soit à l’extérieur (à l’inverse des matches disputés entre la 22e et 33e journée). Les six dernières équipes font de même entre elles.

## Bilan de la saison
| Tableau d'honneur                |           |
| Compétition                      | Vainqueur |
| Championnat d'Écosse de football | Celtic FC |
| Coupe d'Écosse de football       | Celtic FC |

| Promotions et relégations |                      |
| Promus                    | Gretna FC            |
| Relégués                  | Dunfermline Athletic |

## Statistiques

### Affluences
Voici la liste des affluences moyennes obtenues dans les stades des différentes équipes disputant le championnat : 
| Équipe               | Moyenne de spectateurs |
| -------------------- | ---------------------- |
| Celtic FC            | 57928                  |
| Rangers FC           | 49955                  |
| Heart of Midlothian  | 16937                  |
| Hibernian FC         | 14587                  |
| Aberdeen FC          | 12475                  |
| Dundee United        | 7147                   |
| Kilmarnock FC        | 6807                   |
| Dunfermline Athletic | 6106                   |
| Motherwell FC        | 5877                   |
| Saint Mirren         | 5609                   |
| Falkirk FC           | 5387                   |
| Inverness CT         | 4879                   |

### Meilleur buteur
| Joueur          | buts | équipe        |
| --------------- | ---- | ------------- |
| Kris Boyd       | 20   | Rangers FC    |
| Scott McDonald  | 15   | Motherwell FC |
| Steven Naismith | 15   | Kilmarnock FC |
| Anthony Stokes  | 14   | Falkirk FC    |